# Colian
Die Colian S.A. (bis 2011 Jutrzenka Holding) ist ein familiengeführter polnischer Hersteller von Nahrungsmitteln mit Sitz in Opatówek bei Kalisz. Hauptprodukte sind Süßwaren, Gewürze und Erfrischungsgetränke. 

## Hintergrund
Die Gruppe besteht aus folgenden produzierenden Unternehmen:
- Jutrzenka
- Goplana
- Hellena
- Kaliszanka
- Ziołopex

Außerdem betreibt die Gruppe ein Logistikunternehmen: Colian Logistic. In allen Segmenten belegt die Unternehmensgruppe eine der führenden Positionen des Landes.
Im Mai 2025 wurde bekannt, dass der deutsche Schokoladenhersteller Gubor mit Colian fusionierte und Produktionen beiderseits verlagert werden.